# Томас, Розонда
Розонда Томас (англ. Rozonda Thomas), более известная под своим сценическим именем Чилли (род. 27 февраля 1971, Атланта) — американская R’n’B / поп-певица, танцовщица и актриса, участница группы TLC.

## Ранние годы
Розонда Томас родилась в Атланте, штат Джорджия, где в 1989 году окончила школу Бенджамина Мейса. Её отец, Абдул Али, — индо-карибского происхождения, а мать, Ава Томас, имеет афроамериканские и индейские корни. Розонда воспитывалась матерью, а со своим отцом впервые встретилась в 1996 году в эфире телевизионного ток-шоу Салли Джесси Рафаэль (англ. Sally Jessy Raphael).

## Карьера
В начале своей карьеры Розонда Томас работала в подтанцовке у R’n’B-дуэта Damian Dame. В 1991 году она присоединилась к группе TLC, заменив Кристал Джонс, и получила прозвище Chilli, благодаря чему группа смогла сохранить название TLC. Группой было продано более 65 млн копий альбомов по всему миру и она стала второй самой продаваемой группой в мире и первой в США гёрл-группой всех времён. За время своей работы в TLC Розонда Томас завоевала четыре награды «Грэмми».
После смерти одной из участниц группы Лизы Лопес в апреле 2002 года, Розонда Томас и Тионн «Ти Боз» Уоткинс стали время от времени выступать дуэтом. В 2009 году они дали серию концертов в Азии и планируют выпустить новый альбом.
В конце 2011 года музыкальный телеканал VH1 объявил о планах выпустить биографический фильм о TLC, продюсерами которого станут Томас и Уоткинс. Фильм получил название CrazySexyCool: The TLC Story, а его премьера состоялась 21 октября 2013 года. Роль Розонды исполнила актриса и певица Кеке Палмер.

## Личная жизнь
В возрасте 20 лет Розонда Томас забеременела от продюсера Далласа Остина, однако из-за карьерных устремлений и внешнего давления решила сделать аборт. В 2010 году в эфире ТВ-шоу What Chilli Wants она заявила, что жалеет о принятом решении. Томас и Остин продолжили свои отношения, а 2 июня 1997 года у них родился сын Трон Остин. Расставшись с Остином, Розонда в 2001 году стала встречаться с певцом Ашером. Их отношения продолжались до января 2004 года.

## Дискография

### В составе TLC
Альбомы:
- Ooooooohhh... On the TLC Tip (1992)
- CrazySexyCool (1994)
- FanMail (1999)
- 3D (2002)

Сборники:
- Now and Forever: The Hits (2004)
- Crazy Sexy Hits: The Very Best of TLC (2007)
- TLC 20: 20th Anniversary Hits (2013)
- 20 (2013)

### Сольная карьера
Альбомы:
- Bi-Polar (2009)

Синглы
- «Dumb Dumb Dumb» (2008)
- «Let’s Just Do It» (2009)

## Фильмография
| Год  |    | Русское название                | Оригинальное название    | Роль              |
| ---- | -- | ------------------------------- | ------------------------ | ----------------- |
| 1992 | с  | CBS Особенные школьные каникулы | CBS Schoolbreak Special  | 1-й рэпер         |
| 1994 | ф  | Домашняя вечеринка 3            | House Party 3            | Sex as a Weapon   |
| 1997 | ф  | Невезучий                       | Hav Plenty               | Крис              |
| 2000 | ф  | Снежный день                    | Snow Day                 | Мона              |
| 2000 | тф | Песня любви                     | Love Song                | директор дома     |
| 2000 | тф | Рождественская песня Дивы       | A Diva's Christmas Carol | Марли Джейкоб     |
| 2001 | ф  | Часовой механизм                | Ticker                   | Лилли             |
| 2002 | тф |                                 | TLC: Life in 3D          |                   |
| 2003 | с  | Шоу 70-х                        | That '70s Show           | горячая медсестра |
| 2004 | с  |                                 | The Parkers              | Кай               |
| 2004 | с  | Сильное лекарство               | Strong Medicine          | Эмбер Стил        |
| 2011 | с  | Свободные леди                  | Single Ladies            | Chilli / Chili    |
| 2017 | ф  | Маршалл                         | Marshall                 | Зора Хёрстон      |